# Andrew Levitas
Andrew Levitas (nacido el 4 de septiembre de 1977) es un pintor, escultor, cineasta, escritor, productor, fotógrafo, y restaurador estadounidense.

## Primeros años
Levitas nació en la ciudad de Nueva York. Asistió a la escuela Horace Mann y luego a la escuela Dalton en Manhattan. Después de graduarse de la Escuela Dalton, asistió a la Universidad de Nueva York. Se graduó en 2000 con un título de la Escuela Gallatin de la Universidad de Nueva York. Él es judío.

## Carrera artística

### Escultura fotográfica
El New York Times declaró que el artista de impacto social Andrew Levitas “tiene el toque de Midas” al describir su trabajo continuo en múltiples plataformas creativas. Levitas ha sido un pilar de la escena artística de Nueva York y Europa durante más de dos décadas. En 2004, Levitas produjo su "Experimento de trabajo en metal". Las esculturas fotográficas de Metalwork Photography se forman mediante un proceso que implica la transferencia de fotografías a transparencias personalizadas que a su vez se funden en láminas detalladas a mano. Cada una de las instalaciones de Levitas está compuesta por láminas de metal entrelazadas de múltiples paneles cuyo impacto colectivo trasciende su materialidad individual. Otras obras incluidas en la exposición son láminas de metal arrugadas que resuenan con las destrozadas instalaciones de John Chamberlain, inspiradas en la acción de las pinturas expresionistas abstractas que tipificaron la Escuela de Nueva York de la posguerra. Sin embargo, a diferencia de la incorporación de ready-mades por parte de Chamberlain, la creación de Levitas y la posterior desfiguración de su propia obra de arte agrega un giro performativo a su obra que la sitúa a la vanguardia del arte contemporáneo. El resultado es una obra que combina el imaginario de una fotografía con la presencia de una escultura. Si bien estas obras se imprimen como ediciones, funcionan como objetos únicos ya que cada impresión difiere, dependiendo del nivel de herramientas manuales.
El trabajo de Levitas también ha llamado la atención a través de las principales casas de subastas, museos y ferias de arte. Los aspectos más destacados de 2012 incluyen una exposición individual Metalwork Photograph: Sculptures en Phillips de Pury en Manhattan, así como una retrospectiva de diez años, Andrew Levitas: A Brief Survey 2002–2012 en la Universidad de Nueva York. Los aspectos más destacados de 2014 incluyen la primera exposición individual jamás presentada en la muy esperada plaza Phillips, Berkeley, que incluyó ejemplos de las obras de arte bidimensionales anteriores de Levitas en las que fusionó con éxito el trabajo en metal y la fotografía, así como ejemplos de las obras más recientes del artista que representan hojas arrugadas e instalaciones tridimensionales independientes, todas realizadas con su estilo distintivo e innovador. El trabajo de Levitas se ha exhibido en todo el mundo. En particular, su obra ha sido adquirida por museos como el Museo Nacional de Gales y el número 10 de Downing Street, y es uno de los pocos artistas estadounidenses aceptados para exponer en la Société Nationale des Beaux-Arts en el Louvre. El trabajo escultórico más reciente de Levitas sobre la contaminación ambiental debutó con una exposición individual en el Museo Goulandris de Atenas, donde fue artista residente en 2021. Las próximas exposiciones en museos incluyen Lisboa, Londres y Tel Aviv.

### Pinturas
Las "abstracciones orgánicas" de Levitas (pinturas construidas a partir de pigmentos, lienzos y materiales orgánicos hechos en casa, en algunos casos árboles enteros) también han recibido elogios de la crítica. La obra, que a menudo refleja la vida de Los Ángeles, es en parte un comentario sobre las emociones y la forma en que elegimos expresarnos, así como las formas en que nos aislamos de la verdad esencial. La obra también enfatiza un discurso más amplio sobre la naturaleza, lo orgánico y su lugar en el mundo contemporáneo.
Las bellas artes de Levitas abordan los mismos temas ambientales e inspiradores que se ven en sus películas.

### Colaboraciones con marcas
Levitas ha trabajado en varias colaboraciones con marcas de ideas afines: En 2015, Levitas creó CUBA X LEVITAS como parte de una colaboración de artista con la marca de skate Supra.

## Carrera cinematográfica
Levitas escribió y dirigió el largometraje de 2020 aclamado por la crítica Minamata, que sigue al fotoperiodista W. Eugene Smith (Johnny Depp) que viaja a la ciudad costera japonesa de Minamata para exponer la negligencia corporativa y los encubrimientos gubernamentales al documentar uno de los problemas ambientales más devastadores del mundo. desastres. Minamata tuvo su estreno de gala en la Berlinale 2020, donde fue adquirida para distribución teatral por MGM en 2021 con una posterior campaña para el Premio de la Academia. En la 94.ª edición de los Premios de la Academia en 2022, la película ocupó el tercer lugar en el concurso de Favoritos de los Fanáticos de los Oscar. En el agregador de reseñas Rotten Tomatoes, la película obtuvo una puntuación del 78%.
Cuando MGM suprimió el estreno de la película debido a la campaña de desprestigio #MeToo contra el actor principal, Depp, muchos de los grandes fotoperiodistas del mundo se unieron en torno a Levitas y Minamata y compartieron cuán importante e impactante sería esta historia sobre las víctimas de la avaricia corporativa y el envenenamiento ambiental. ser para que el mundo lo descubra.
La película recibió críticas deslumbrantes tanto por la producción como por la actuación de Depp. El LA Times escribió: "Tomada por sus propios méritos, como una dramatización accesible aunque ahistórica de una tragedia ambiental, Minamata hace muy bien lo que se propone". The Guardian calificó la película como "una película sincera, una película antigua". "ideó una 'imagen del problema' con una historia valiosa que contar sobre cómo las comunidades pueden hacer frente a corporaciones desmesuradas y cómo los periodistas dedicados a noticias veraces pueden ayudarlas". Greenpeace, comentando por qué deberías ver Minamata ahora, dijo: “Te guste o no, nadie vive sin problemas ambientales o de derechos humanos. Es posible que el final feliz aún esté por delante. Pero el viaje no es interminable. Cada uno podría hacer algo y aportar su propia contribución”.
Antes de Minamata, Levitas escribió y dirigió Lullaby, protagonizada por Amy Adams, Richard Jenkins, Terrence Howard, Jennifer Hudson y Garrett Hedlund. La película, una exploración de los derechos de los pacientes, fue descrita por Pete Hammond (Deadline) como un "fuerte drama humano" con "Jenkins, un verdadero actor de actor, que ofrece un papel secundario muy digno de un Oscar". El estreno de la película se llevó a cabo en el Museo de Arte Moderno de la ciudad de Nueva York.
En 2017 produjo la película británica The White Crow escrita por David Hare y dirigida por Ralph Fiennes. Está protagonizada por Oleg Ivenko como el bailarín de ballet Rudolf Nureyev, y narra su vida y su carrera como bailarín. Está inspirada en el libro Rudolf Nureyev: The Life de Julie Kavanagh. Se estrenó en el Festival de Cine de Telluride 2018 y en el Festival de Cine de Londres BFI 2018. La película también se proyectó en el Festival Internacional de Cine de Tokio, Cinemania (Bulgaria) y Febiofest (República Checa). Ralph Fiennes recibió el Premio al Logro Especial por Contribución Artística Destacada en el Festival Internacional de Cine de Tokio, y la película recibió una nominación al Gran Premio de Tokio. La película se estrenó el 22 de marzo de 2019 en el Reino Unido (StudioCanal) y el 26 de abril de 2019 en los Estados Unidos (Sony Pictures Classics). El New York Times escribió: “The White Crow es un retrato del artista cuando era joven, un intento de mostrar la compleja gama de factores (biográficos, psicológicos, sociales, políticos) que llevaron al momento en que el joven de 23 años El bailarín tomó una decisión que cambiaría la historia del ballet: Nureyev se convirtió en Nureyev al desertar de Rusia a Occidente en el aeropuerto de Le Bourget en Francia en junio de 1961... A lo largo [de la película], Fiennes y Hare sugieren la extraordinaria voluntad y curiosidad que impulsaron a Nureyev. bailar y buscar arte y cultura dondequiera que pudiera”.
Levitas dio vida a la propia historia del director Adewale Akinnuoye-Agbaje en Farming. Screen Daily escribió sobre la película: “El actor convertido en director Adewale Akinnuoye-Agbaje hace un debut cinematográfico sorprendente con Farming. Contada con cruda emoción y violencia espeluznante, transforma elementos de la historia de su vida en un drama inquietante y revelador sobre la mayoría de edad”. Farming se estrenó en el Festival Internacional de Cine de Toronto 2018 el 8 de septiembre en la Sección Discovery. La película ganó el premio Michael Powell en el Festival de Cine de Edimburgo de 2019. Lionsgate UK estrenó la película en el Reino Unido el 11 de octubre de 2019, seguida de un estreno en Estados Unidos el 25 de octubre.
En 2018, Levitas produjo My Zoe de la escritora y directora Julie Delpy. My Zoe se estrenó en el Festival Internacional de Cine de Toronto de 2019 como parte del programa Platform Prize. IndieWire elogió que “la capacidad de Delpy para creer tanto en su audiencia como en su loca historia sigue siendo convincente a lo largo de la película... Delpy gana cada minuto de la historia, una que muestra su habilidad (y deseo) de mezclar las cosas con una nueva mirada”.
Levitas produjo la película de 2019 Georgetown de Christoph Waltz en su debut como director. Georgetown tuvo su estreno mundial en el Festival de Cine de Tribeca el 27 de abril de 2019. The Hollywood Reporter elogió la película y señaló que "es el tipo de película seria pero muy atractiva y de escala modesta que a la gente le encanta decir que ya no existe".
Levitas creó el aclamado cómic "Eternus" con el cineasta Andy Serkis. El libro se lanzó en la Comic Con de Nueva York y posteriormente Simon y SHUSTER lo recogieron para su distribución mundial.

### Metalwork Pictures
Metalwork Pictures, la productora de medios de Levitas, se especializa en el desarrollo y producción de contenido original socialmente responsable y de muy alta calidad. Con oficinas en Londres y Nueva York, su empresa apoya y capacita a creativos notables e innovadores para garantizar productos atractivos, positivos y comercialmente impulsados. Los títulos incluyen Minamata (Johnny Depp, Bill Nighy, Hiroyuki Sanada), My Zoe (Julie Delpy, Daniel Brühl, Gemma Arterton, Richard Armitage), Georgetown (Christoph Waltz, Vanessa Redgrave, Annette Bening), The White Crow (Ralph Fiennes), Farming (Kate Beckinsale, Gugu Mbatha-Raw), The Gateway (Bruce Dern, Olivia Munn, Frank Grillo), Last Moment of Clarity (Samara Weaving, Udo Kier, Brian Cox), The Quarry (Michael Shannon, Shea Whigham), Flower (Zoey Deutch), At Any Price ( Dennis Quaid, Zac Efron), Affluenza (Nicola Peltz) y The Art of Getting By (Emma Roberts, Freddie Highmore).

## Carrera académica
Levitas, también profesor a tiempo parcial en la Universidad de Nueva York, ha impartido un curso llamado "La mente del artista" durante más de una década. Además, Levitas ha dado conferencias invitadas en universidades a nivel internacional. Recientemente, Levitas impartió una clase magistral en la Fundación Goulandris en Atenas como Artista Residente, junto con otros ambientalistas, así como en el Barbican en 2023. Continúa enseñando en todo el mundo.

## Vida personal
Desde octubre de 2013, Levitas ha estado en una relación con la cantante galesa de crossover clásico Katherine Jenkins. La pareja se comprometió en abril de 2014 y se casó en el Palacio Hampton Court el 27 de septiembre de 2014. Jenkins dio a luz al primer hijo de la pareja, una hija llamada Aaliyah Reign Levitas, el 30 de septiembre de 2015. Con su esposa, Levitas escribió la canción "8 Nights of Joy", que fue grabada en Abbey Road Studios y estaba en su álbum "Home Sweet Home". Su hijo, Xander Robert Selwyn, nació en abril de 2018. Levitas fue anteriormente copropietario del hotspot Play de West Village y actualmente es copropietario de los restaurantes Little Prince y Lola Taverna del Soho. En 2022, Levitas lanzó Cygnet Distillery Gin en asociación con su esposa Katherine. Esta ginebra de clase mundial ha sido desarrollada por el equipo de Cygnet para ofrecer una experiencia excepcional "Best in Glass".

## Impacto social
Levitas ha sido un firme defensor de la protección del medio ambiente y la conservación de la vida silvestre y ha hablado sobre estos temas en numerosos eventos en todo el mundo. En 2020, Levitas estuvo acompañado por Frans Timmermans, vicepresidente ejecutivo de la Comisión Europea, y Jeremy Wates, secretario general de la Oficina Europea de Medio Ambiente, y otros miembros de la Oficina Europea de Medio Ambiente, y pronunció un discurso sobre estrategias para la sostenibilidad. En 2021, Levitas habló en la Cop 4 del PNUMA en Indonesia, con la Oficial Superior de Coordinación de Políticas, Claudia Ten Have. En junio de 2023, Levitas presentó y habló en la sesión informativa Cop-5 organizada por el Programa de las Naciones Unidas para el Medio Ambiente (PNUMA), junto con otros, incluidos Monika Stankiewicz del Convenio de Minamata, Kenneth Davis de la rama de Productos Químicos y Salud del PNUMA y Christian Hofer del Fondo para el Medio Ambiente Mundial. Levitas también se unió a los miembros del jurado y a los ganadores del concurso de fotografía #MakeMercuryHistory del Programa de las Naciones Unidas para el Medio Ambiente para compartir perspectivas únicas sobre el papel de la fotografía a la hora de impulsar un cambio positivo y cómo puede profundizar nuestro compromiso de preservar la salud humana y el medio ambiente de las sustancias tóxicas. efectos del mercurio. Levitas también es el patrocinador mundial de la Wilderness Foundation y embajador de Tusk Trust.

## Filmografía

### Productor
- Great Neck (2013) (productor)
- Regular Boy (2014) (productor)
- Below the Surface (2011) (productor)
- The Art of Getting By (2011) (productor ejecutivo)
- Bad Actress (2011) (coproductor ejecutivo)
- Searching for Glitter (2009) (completed) (productor asociado)
- Innocence (2014) (productor)[47]
- Affluenza (2014) (productor ejecutivo)
- Against All Enemies (TBA) (productor)
- Flower (2017) (productor ejecutivo)
- The White Crow (2018) (productor)
- Farming (2018) (productor)
- My Zoe (2019) (productor)
- Last Moment of Clarity (2019) (productor)
- Georgetown (2019) (productor)
- The Quarry (2019) (productor ejecutivo)
- Last Moment of Clarity (2020) (productor)
- The Gateway (2021) (productor, escritor)

### Actor
- The Art of Getting By .... (2011)
- Holy Rollers (2010) .... David
- The Box (2009/I) .... Black Op
- Entourage .... Gregg (1 episodio, 2009)
- Friendly Fire (2006) (V)
- Salón de belleza (2005) .... Stacy
- Hellbent (2004) .... Chaz
- North Shore .... Reese (1 episodio, 2004)
- It's All Relative .... Eddie Donovan (1 episodio, 2003)
- Psycho Beach Party (2000) .... Provoloney
- Boy Meets World .... Luther (1 episodio, 1999)
- Party of Five .... Cameron Welcott (6 episodios, 1999)
- La niñera .... Michael (4 episodios, 1998–1999)
- Nick Freno: Licensed Teacher .... Marco Romero (21 episodios, 1997–1998)
- In & Out (1997) .... Locker Room Guy

### Director
- Lullaby (2013) (director y escritor)
- Minamata (2020) (director y escritor)